# Pietro Ferrero (sindacalista)
Pietro Ferrero (Grugliasco, 12 maggio 1892 – Torino, 18 dicembre 1922) è stato un sindacalista e anarchico italiano.
Fu segretario della FIOM torinese, trucidato durante la Strage di Torino dagli squadristi fascisti guidati da Piero Brandimarte.

## Biografia
Pietro Ferrero nasce a Grugliasco (Torino) il 12 maggio 1892; nel 1918 viene assunto alla FIAT. Nel 1910 aderisce al Centro di studi sociali della Barriera di Milano (quartiere di Torino), che successivamente si trasforma in Scuola moderna "Francisco Ferrer".
Durante la Prima guerra mondiale Ferrero è attivo nella CGL contro l'ala riformista del sindacato, militando nella corrente rivoluzionaria. Nel 1917, insieme ai compagni anarchici della Barriera di Milano, partecipa ai moti di Torino contro il padronato e la guerra; nel 1919 viene eletto segretario della sezione torinese della FIOM. Nell'aprile 1920 è attivo nello "sciopero delle lancette" contro la decisione unilaterale della Fiat di spostare l'orario di lavoro dall'ora solare a quella legale e negli eventi che porteranno all'occupazione delle fabbriche nel settembre 1920, durante il biennio rosso.
Ferrero muore tragicamente, assassinato dalle squadracce fasciste di Piero Brandimarte il 18 dicembre 1922, dopo terribili sevizie, durante la Strage di Torino. Proprio a Ferrero viene riservata la morte più atroce: preso dai fascisti, viene legato ad un camion lanciato in piena corsa per le vie della città.
I fascisti deposero ai piedi del monumento a Vittorio Emanuele quanto rimaneva del suo corpo martoriato. Trasportati i resti all'ospedale, soltanto la tessera del suo sindacato, rimasta negli abiti a brandelli, permise di identificarlo.
Oltre a piazza XVIII Dicembre, intitolata a tutte le vittime della strage del 1922, il comune di Torino ha dedicato alle vittime Carlo Berruti e Pietro Ferrero una via nel quartiere Lingotto (prosecuzione di Corso Tazzoli angolo Corso Unione Sovietica).